# Europium(III)-acetat
Europium(III)-acetat (Eu(CH3COO)3) ist ein Salz aus der Essigsäure und Europium. Es kommt als Anhydrat (Eu(CH3COO)3), Sesquihydrat (Eu(CH3COO)3∙1,5H2O) und als Tetrahydrat Eu(CH3COO)3∙4H2O vor. Es ist ebenfalls ein Europium(II)-acetat (Eu(CH3COO)2) bekannt.

## Gewinnung und Darstellung
Europium(III)-acetat kann über die Umsetzung von Essigsäure und Europiummetall bei 130 °C in einer evakuierten Kieselglasampulle gewonnen werden.
{\displaystyle {\ce {2 Eu + 6 CH3COOH -> 2 Eu(CH3COO)3 + 3 H2}}}
Dabei oxidiert das Europium und der Wasserstoff wird reduziert.

## Eigenschaften
Das Tetrahydrat zersetzt sich an Luft über 6 Schritte zu Europium(III)-oxid.
1. Stufe bei 135 °C
{\displaystyle {\ce {Eu(CH3COO)3*4H2O -> Eu(CH3COO)3*H2O + 3 H2O}}}
2. Stufe bei 170 °C
{\displaystyle {\ce {Eu(CH3COO)3*H2O -> Eu(CH3COO)3*0,5H2O + 0,5 H2O}}}
3. Stufe bei 210 °C
{\displaystyle {\ce {Eu(CH3COO)3*0,5H2O -> Eu(CH3COO)3 + 0,5 H2O}}}
4. Stufe bei 310 °C
{\displaystyle {\ce {Eu(CH3COO)3 -> EuO(CH3COO) + C3H6O + CO2}}}
5. Stufe bei 390 °C
{\displaystyle {\ce {2 EuO(CH3COO) -> Eu2O2[CO3] + C3H6O}}}
6. Stufe bei 670 °C
{\displaystyle {\ce {Eu2O2[CO3] -> Eu2O3 + CO2}}}
Das wasserfreie Europium(III)-acetat kristallisiert monoklin in der Raumgruppe C2/c (Raumgruppen-Nr. 15) mit den Gitterparametern a = 1126,0(3), b = 2900,5(6), c = 799,1(2) pm und β = 132,03(2)° mit vier Formeleinheiten pro Elementarzelle. Das Sesquihydrat kristallisiert monoklin in der Raumgruppe Cc (Nr. 9) mit den Gitterparametern a = 1608,7(2), b = 1665,6(2), c = 839,1(1) pm und β = 115,75(9)° mit vier Formeleinheiten pro Elementarzelle. Die Wärmekapazität bei 280 K beträgt 803±16 J/(mol∙K).